# Kloster Alvastra
Die Klosterruine Alvastra war eine Zisterzienser-Abtei in der schwedischen Gemeinde Ödeshög, die zur historischen Provinz Östergötland gehört, etwa 25 Kilometer südlich der Stadt Vadstena am Ostufer des Vättern.

## Geschichte
Alvastra wurde im Jahr 1143 auf Betreiben von Ulvhild Håkonsdatter, der Gemahlin des Königs Sverker des Älteren, von französischen Mönchen als Tochterkloster der Primarabtei Clairvaux gegründet. Es war das erste Zisterzienserkloster in Skandinavien und das zweitälteste Kloster in Schweden. Mönche aus Clairvaux besiedelten nahezu gleichzeitig das Kloster Nydala. Vom Kloster Alvastra wurden Tochterklöster in den Orten Varnhem, Julita und Gudsberga gegründet. Die Klosteranlage folgte dem für Zisterzienserklöster dieser Zeit typischen Grundriss und Baustil. Das Kloster entwickelte sich mit der Zeit zum größten kirchlichen Grundbesitzer Schwedens.
1342 oder 1343 kam die später als Heilige verehrte Birgitta mit ihrem Mann Ulf Gudmarsson, der auf dem Rückweg von Santiago de Compostela erkrankt war, in das Kloster. Dort starb Ulf und wurde im Kloster beigesetzt. Birgitta blieb noch einige Jahre im Gästehaus des Klosters. Das war damals höchst ungewöhnlich und ein „Beispiel für die Bereitschaft der Zisterzienser, mit einer Vorschrift flexibel umzugehen, wenn das ihrer Meinung nach zu einem größeren Nutzen führte als die strikte Einhaltung der Norm“. Man nimmt an, dass sie von den dortigen Klosterregeln inspiriert wurde, als sie ihre eigenen Klosterregeln aufstellte.
Im Jahr 1527 wurde die Abtei im Zusammenhang mit der Reformation säkularisiert und das Eigentum des Klosters von der Krone eingezogen. 1567 wurde das Gebäude von der dänischen Armee schwer beschädigt und danach als Steinbruch für das Schloss Vadstena und für eine Burg auf der Insel Visingsö verwendet.
Die ersten archäologischen Untersuchungen wurden 1893 durchgeführt und zwischen 1917 und den 1950er Jahren fanden umfangreiche Ausgrabungen statt. Heute ist das Kloster eine geschützte und restaurierte Ruine.

## Trivia
Nördlich der ehemaligen Zisterzienserabtei wurde 1997 am Osthang des Ombergs, nahe dem See Tåkern, das Benediktinerinnenkloster Heliga Hjärtas eingeweiht, das die benediktinische Tradition in dieser Region Südschwedens fortführt.

## Galerie

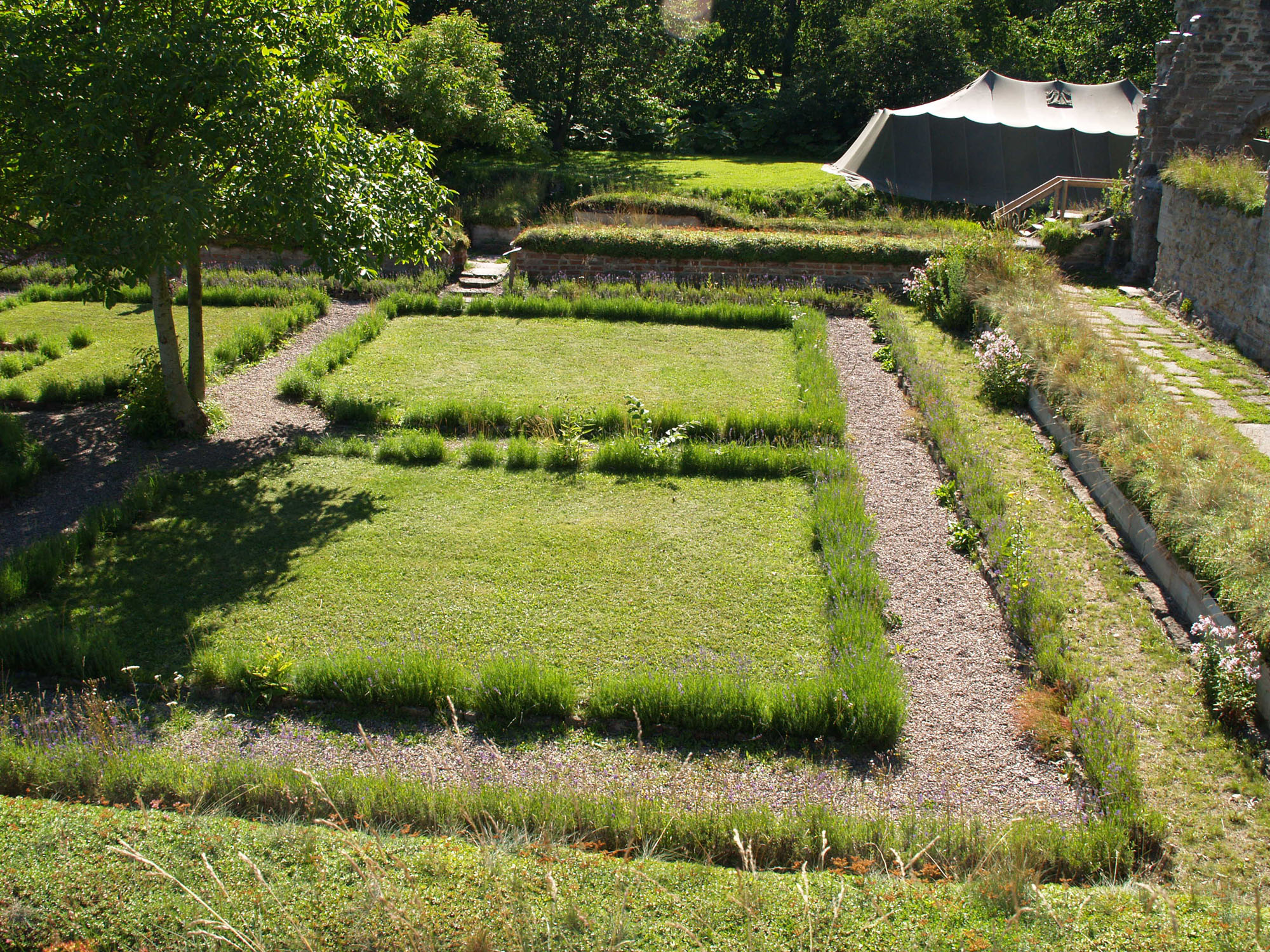
Kreuzgang
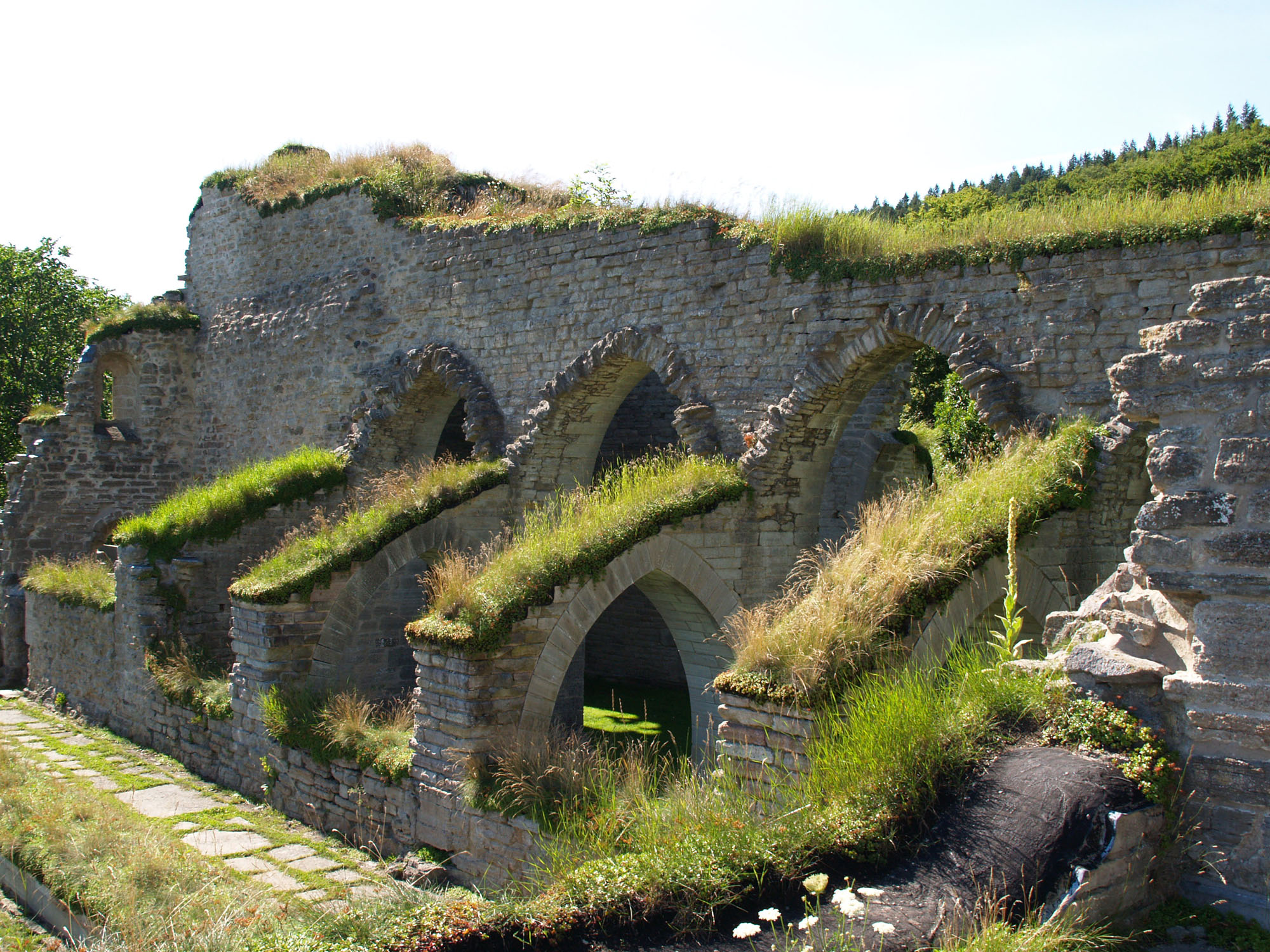
Nahansicht
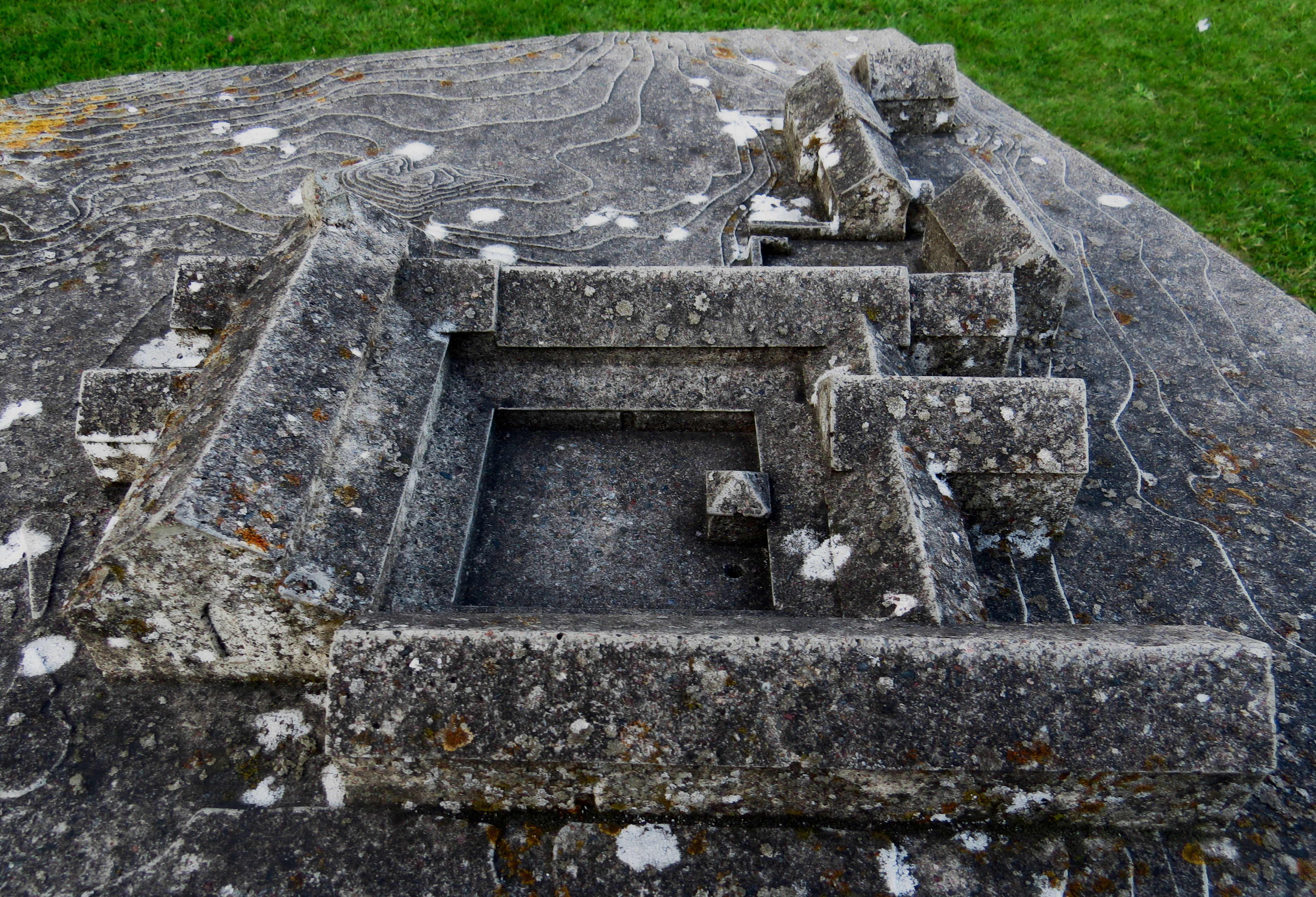
Modell des Klosters Alvastra
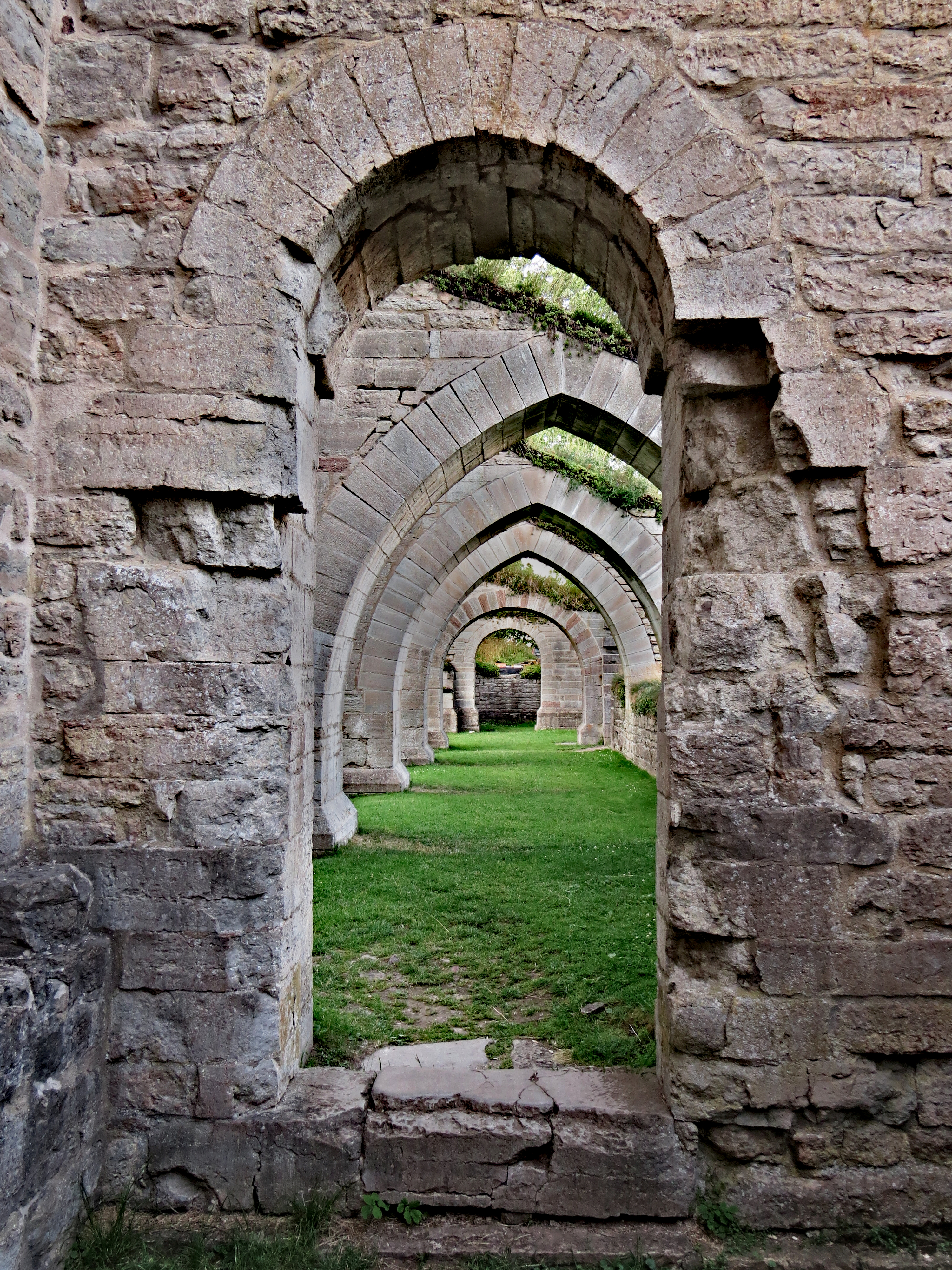
Kreuzgang Nordgalerie
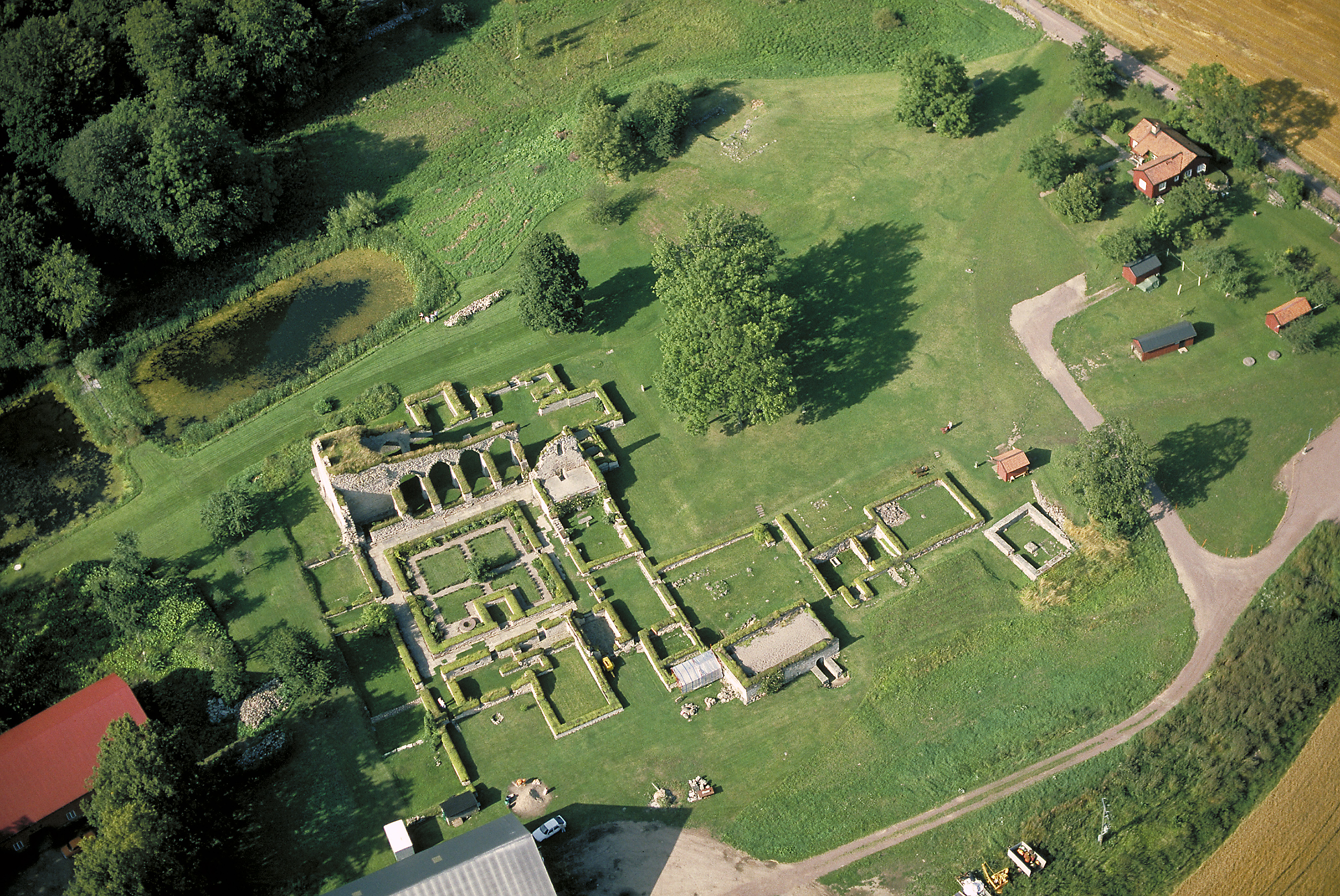
Luftbild